# امید خلیلی ارجمندی
امید خلیلی ارجمندی (زادهٔ ۳۰ شهریور ۱۳۶۰ - ساری) بازیکن فوتبال اهل ایران است.
وی سابقه بازی در تیم‌های اتکا گلستان، فجر سپاسی، پدیده، مس کرمان و خونه به خونه